# Urszulin (gemeente)
De gemeente Urszulin is een landgemeente in het Poolse woiwodschap Lublin, in powiat Włodawski.
De zetel van de gemeente is in Urszulin.
Op 30 juni 2004 telde de gemeente 4062 inwoners.

## Oppervlakte gegevens
In 2002 bedroeg de totale oppervlakte van gemeente Urszulin 171,62 km², waarvan:
- agrarisch gebied: 56%
- bossen: 23%

De gemeente beslaat 13,66% van de totale oppervlakte van de powiat.

## Demografie
Stand op 30 juni 2004:
| Omschrijving                   | Totaal | Totaal | Vrouwen | Vrouwen | Mannen | Mannen |
| ------------------------------ | ------ | ------ | ------- | ------- | ------ | ------ |
| eenheid                        | aantal | %      | aantal  | %       | aantal | %      |
| inwoners                       | 4062   | 100    | 2017    | 49,7    | 2045   | 50,3   |
| bevolkingsdichtheid (inw./km²) | 23,7   | 23,7   | 11,8    | 11,8    | 11,9   | 11,9   |

In 2002 bedroeg het gemiddelde inkomen per inwoner 1388,35 zł.

## Plaatsen
Andrzejów, Babsk, Białki, Bieleckie, Borysik, Dębowiec, Dyszczytno, Grabniak, Grobelki, Jamniki, Józefin, Kalinówka, Kochanowskie, Koło Młyna, Kozubata, Łomnica, Łowiszów, Łysocha, Michałów, Nowe Załucze, Olszowo, Pod Bubnowem, Pod Lasem, Podołże, Przymiarki, Sęków, Stare Załucze, Stary Andrzejów, Sumin, Urszulin, Wereszczyn, Wielkopole, Wiązowiec, Wincencin, Wola Wereszczyńska, Wólka Wytycka, Wujek, Wytyczno, Za Jeziorem, Zabrodzie, Zarudka, Zastawie, Zawadówka.

## Aangrenzende gemeenten
Cyców, Hańsk, Ludwin, Sosnowica, Stary Brus, Wierzbica